# Lars-Göran Allgén
Lars-Göran Allgén, född 28 mars 1924 i Stockholm död i december 2018, var en svensk läkare. 
Allgén blev student 1943, medicine kandidat 1946, medicine licentiat i Stockholm 1952, medicine doktor 1952 och docent i medicinsk kemi vid Karolinska institutet 1951.
Allgén var amanuens vid Karolinska institutets kemiska institution 1945–1948, amanuens och lärare i kemi vid Tandläkarhögskolan i Stockholm 1948–1949, biträdande lärare vid Karolinska institutets kemiska institution 1950–1952, t.f. förste underläkare och klinisk laborator vid Sabbatsbergs sjukhus 1952–1955, t.f. överläkare och klinisk laborator vid Sankt Görans sjukhus 1955–1957, förste underläkare och klinisk laborator vid Sabbatsbergs sjukhus från 1956. Han var konsulterande klinisk laborator vid Beckomberga sjukhus 1953–1957, blev t.f. överläkare där 1958 och överläkare från 1959. Han blev överläkare vid Sankt Eriks sjukhus 1970 och var även blockchef där från 1971 till pensioneringen.